# Stadio Kolos
Lo stadio Kolos (in ucraino стадіон Колос?) è uno stadio di calcio, situato nella città di Kovalivka, in Ucraina. Fu costruito nel 2014, in luogo di quello precedentemente demolito. Il 2 settembre 2020 sono finiti i lavori di ristrutturazione che hanno portato la capienza da 1 850 a 5 000 posti.